# Eugène Roger
Pour les articles homonymes, voir Roger.
Eugène Roger (né à Sens le 26 mai 1807 et mort à Paris le 29 juillet 1840) est un peintre romantique français.
Né à Sens, fils d'un receveur des contributions indirectes de Bourges, il étudie un an au Collège royal et commence le dessin sous la direction d'Henri-Joseph Boichard. Il entre à l'École des Beaux-Arts de Paris en mai 1826, présenté par Louis Hersent. Elève d'Hersent dès 1826, puis de Antoine-Jean Gros et d'Ingres en 1832, il se présente six fois au Concours du prix de Rome entre 1828 et 1833. Il remporte enfin le prix lors de sa dernière tentative, sur le thème de Moïse et le serpent d'airain (Paris, école nationale supérieure des Beaux-Arts). Il séjourne à la Villa Médicis entre 1834 et 1838, envoyant régulièrement des œuvres au Salon. Présent régulièrement au Salon de 1831 à sa mort, il y expose des portraits et quelques toiles historiques dans la nouvelle veine romantique de la décennie 1830. En 1833, son Corps de Charles le Téméraire lui vaut d'être couronné par l'Académie des Beaux-Arts, et sa dernière œuvre, une Prédication de saint Jean-Baptiste, est acquise 4000 francs par l'Etat et envoyée au musée de Bourges. Dès son arrivée en 1838 (à la suite de la contraction d'une « maladie de poitrine » qui l'oblige à précipiter son retour de Rome), il reçoit quelques commandes pour les galeries historiques de Versailles : un Charlemagne traversant les Alpes acheté 600 francs en 1838, et une Levée du siège de Salerne commandée pour 1500 francs en 1839, pour les « Salles des croisades » du nouveau musée voulu par Louis-Philippe Ier. Il peint également un Charles VI rentrant au Louvre commandé par la Maison du roi et exposé en 1835. De santé fragile, il meurt à 33 ans en 1840. 

## Liste des œuvres
- Ulysse et Philoctète à Lemnos, 1828, huile sur toile, Chambéry, musée des Beaux-Arts
- Jacob refusant de livrer Benjamin, 1829, huile sur toile, Rouen, musée des Beaux-Arts
- Méléagre reprenant les armes, 1830, huile sur toile, collection particulière
- Le Xanthe poursuivant Achille, 1831, huile sur toile, localisation actuelle inconnue
- La Contemplation (tête d'expression), 1831, huile sur toile, Paris, école nationale supérieure des Beaux-Arts
- Torse d'homme, 1831, huile sur toile, Paris, école nationale supérieure des Beaux-Arts
- Torse d'homme, 1832, huile sur toile, Paris, école nationale supérieure des Beaux-Arts
- Thésée reconnu par son père, 1832, huile sur toile, localisation actuelle inconnue
- Géta tué par son frère Caracalla, 1833, huile sur toile (esquisse), Paris, école nationale supérieure des Beaux-Arts
- Moïse et le serpent d'airain, 1833, huile sur toile, Paris, école nationale supérieure des Beaux-Arts
- Annette Lyle chante pour calmer la sombre mélancolie d'Allan Mac-Aulay, Salon de 1833, localisation actuelle inconnue
- L'Offrande grecque, 1836, huile sur toile, collection particulière
- Moïse défendant les filles de Jethro, 1837, huile sur toile, collection particulière
- Femme romaine sortant du bain, Salon de 1837, localisation actuelle inconnue
- Intérieur du palais public à Sienne, Salon de 1837, localisation actuelle inconnue
- Le corps de Charles Le Téméraire retrouvé au lendemain de la bataille de Nancy, 1837, huile sur toile, Nantes, musée des Beaux-Arts
- Le miracle de saint Antoine de Padoue (copie d'après Titien), 1838, huile sur toile, Paris, école nationale supérieure des Beaux-Arts
- Charlemagne traverse les Alpes pour aller combattre Didier, roi des Lombards, 1838, huile sur toile, Versailles, musée national du château
- La levée du siège de Salerne, 1839, huile sur toile, Versailles, musée national du château
- La Prédication de saint Jean-Baptiste, Salon de 1840, Bourges, musée du Berry
- Portrait de Georges Lefrançois, Caen, musée des Beaux-Arts, détruit en 1944 (dessin à Montauban, musée Ingres)